# جائزة ألمانيا الكبرى 2000
جائزة ألمانيا الكبرى 2000 (بالإنجليزية: 2000 German Grand Prix)‏ هو سباق فورمولا 1 أقيم بتاريخ 30 يوليو 2000 في هوكنهايم، ألمانيا. كان الحادي عشر من أصل 17 في بطولة العالم لسباقات الفورمولا واحد موسم 2000. حلّ البرازيلي روبنز باركيلو أولا بينما جاء الفنلندي ميكا هاكينن في المركز الثاني وحصل على المركز الثالث البريطاني ديفيد كولتهارد.